# William Edward Hodgson Berwick
William Edward Hodgson Berwick (* 11. März 1888 in Dudley Hill bei Bradford; † 13. Mai 1944 in Bangor, Wales) war ein britischer Mathematiker.

## Leben
Nach dem Schulbesuch in Bradford studierte Berwick mit einem Stipendium Mathematik an der Universität Cambridge. Er bestand den ersten Teil der Tripos-Prüfungen im Jahr 1909 als Fourth Wrangler. Das heißt, dass er in der Rangliste derjenigen, die einen Abschluss erhielten, an vierter Stelle stand. Direkt vor ihm platziert als Dritter (Third Wrangler) war Louis Mordell. Während seiner Studienzeit war er speziell an zahlentheoretischen Problemen interessiert. 1910 bestand er den zweiten Teil der mathematischen Tripos-Prüfungen und reichte im folgenden Jahr eine Schrift mit dem Titel An illustration of the theory of relative corpora für den Smith-Preis ein, der ihm für das Jahr 1911 verliehen wurde.
Nach Abschluss des Studiums ging er zunächst an die Universität Bristol und anschließend 1913 an das University College Bangor, wo er einen Lehrauftrag erhielt. Mit Beginn des Ersten Weltkriegs wechselte er in eine Abteilung der Luftabwehr in Portsmouth. Nach Kriegsende kehrte er zunächst nach Bangor zurück. 1920 ging er an die Universität Leeds, dort wurde er 1921 zum Reader für Analysis ernannt. Noch im gleichen Jahr erhielt er ein Angebot des Clare College der Universität Cambridge, wo er bis 1925 blieb. Nachdem der Lehrstuhl für Mathematik am University College Bangor 1926 vakant wurde, nahm er einen Ruf an und blieb dort bis zu seinem Tod im Jahr 1944. Berwick veröffentlichte vor allem Beiträge zur algebraischen Zahlentheorie.
Er war Mitglied der London Mathematical Society. Von 1925 bis 1929 gehörte er dem Council an, und 1929 war er Vizepräsident der Gesellschaft. Auf seinen Wunsch hin wurde der Gesellschaft nach seinem Tod eine Geldsumme zur Stiftung von zwei Preisen übergeben. Der prestigeträchtige Berwick-Preis wird jährlich abwechselnd als Senior-Berwick-Preis und als Berwick-Preis (bis 1999 Junior-Berwick-Preis) verliehen.